# Glencairn-Aufstand
Der Glencairn-Aufstand (engl. Glencairn’s rising) war ein Royalistenaufstand im Jahre 1653 in Schottland gegen das Protektorat Oliver Cromwells. Der Aufstand wurde von William Cunningham, 9. Earl of Glencairn (1610–1664) geführt, dem das Kommando über die royalistischen Kräfte in Schottland von Karl II. übertragen wurde. Er berief ein Treffen der schottischen Großen, wie den Blackadder von Tullyallan ein, die dann ihre Vasallen und Unterstützer für eine Armee ausmusterten. Der Statthalter von Stirling Castle, Colonel Kidd, fiel aus, um deren Truppen zu zerschlagen, wurde allerdings bei Aberfoyle geschlagen. Glencairns Truppen kämpften 1652 ebenfalls gegen Cromwell in der Schlacht bei Tullich.
Die royalistische Armee wuchs stetig, aber die Zwietracht wuchs als das Kommando von Glencairn an John Middleton, 1. Earl of Middleton übertragen wurde. Der Konflikt fand weitgehend durch kleinliche Dispute zwischen Glencairns und Middletons jeweiligen Truppen statt. Erstere setzten sich weitestgehend aus schottischen Lowländern zusammen, während letztere vornehmlich aus Highlandern bestanden. Schließlich führte dies zu dem Duell zwischen einem von Middletons Offizieren, Sir George Munro und Glencairn selbst. Der Zweikampf wurde mit Breitschwertern oder Claymores ausgetragen; beide wurden verwundet. Kurz darauf wurde Glencairn durch die Befehle Middletons unter Arrest gestellt und sein Schwert wurde ihm genommen. Am darauf folgenden Tag trugen zwei Unteroffiziere der beiden Lager ein Duell aus, wobei einer der beiden getötet und der andere unter Arrest und schließlich gehängt wurde.
John Middleton, 1. Earl of Middleton wurde später in der Schlacht bei Dalnaspidal am 19. Juli 1654 besiegt, dies beendete den Aufstand.